# Ciklin
A ciklinek a sejtciklus szabályozásában részt vevő fehérje-család. A ciklin-dependens kinázokkal alkotnak komplexet, melyeknek kináz (fehérjéket foszforiláló) tulajdonságát aktiválják. Nevük a sejtciklusban játszott ciklikus változásokat követő szerepükre utal. 
A sejtciklus különböző szakaszaiban más-más ciklinek aktiválnak más-más ciklin-dependens kinázokat (továbbá Cdk-kat), melyek más-más fehérjéket foszforilálnak.
Az egyik legfontosabb ciklin a ciklin B, a mitotikus ciklin. A ciklin B-Cdk komplex aktivitása változik a mitózis során, mivel nagy mértékben lecsökken közvetlenül a mitózis előtt köszönhetően a ciklin B lebontásának. A ciklin B és Cdk komplexét érést elősegítő faktornak, MPF-nek (maturation promoting factor) nevezik. 
Más ciklinek, mint az E a G1 fázis Cdk-hoz kötődik elősegítve a sejtet az S fázisba lépéshez, míg a ciklin A – Cdk komplex az S fázison való keresztül lépéshez szükséges. 
Leland H. Hartwell, R. Timothy Hunt és Paul M. Nurse 2001-ben orvostudományi Nobel-díjat a ciklin és ciklin-dependens kinázok területén tett felfedezéseikért.